# Navicordulia atlantica
Navicordulia atlantica – gatunek ważki z rodziny szklarkowatych (Corduliidae). Występuje w południowo-wschodniej Brazylii – w stanach Santa Catarina, São Paulo i Parana.

## Systematyka
Gatunek ten opisali w 1995 roku A.B.M. Machado i J.M. Costa w oparciu o pojedynczy okaz samca odłowiony w grudniu 1957 roku w Joinville w stanie Santa Catarina w południowo-wschodniej Brazylii. Autorzy w tej samej publikacji opisali też m.in. gatunki Navicordulia mielkei (w oparciu o okazy samców i samic) i Navicordulia miersi (w oparciu o pojedynczy okaz samicy); w 2022 roku Pinto, De Almeida i Ehlert uznali te dwa taksony za synonimy Navicordulia atlantica.